# Реча Мика (Салаж)
Реча Мика (рум. Recea Mică) насеље је у Румунији у округу Салаж у општини Варшолц. Oпштина се налази на надморској висини од 265 m.

## Становништво
Према подацима из 2002. године у насељу је живело 170 становника, од којих су сви румунске националности.